# Torre HSBC
Torre HSBC
A Torre HSBC ou HSBC Building (em chinês:香港汇丰总行大厦) é a sede mundial do banco HSBC  edificado em Hong Kong. A primeira parte do edifício foi construída em 1935 e foi aproveitada para a construção deste moderno. O novo prédio foi projetado pela Foster and Partners em 1986, sendo um dos  primeiros projetos da empresa na Ásia.

## Design
O novo prédio, concebido por Norman Foster, foi planejado em seis anos e possui 180 metros de altura. O prédio é sustentado por 8 pilares de concreto. Foram utilizadas 30 mil toneladas de aço e 4.500 toneladas de outros metais na construção. A característica mais notável do HSBC Building é a falta de estrutura de suporte no interior, pois todos os pilares e colunas estão totalmente visíveis na fachada do prédio. A iluminação é concebida a partir da captação de luz natural, como forma de poupar energia e preservar a natureza local.